# Signoria di Correggio
La Signoria di Correggio è stato un Feudo Imperiale dell'Italia settentrionale esistito da circa il 1000 al 1635, divenuto contea nel 1452.

## Territorio
Sotto il regno dell'ultimo sovrano, il principe Siro Calvo, i confini del Principato di Correggio erano ben definiti. Il suo territorio occupava parte degli odierni comuni di Correggio (senza le frazioni di Budrio, Canolo, Lemizzone e Prato), Campagnola Emilia (senza la frazione di Cognento) e interamente i comuni di Rio Saliceto e Fabbrico.

## Storia
Al 1009 risale il primo documento in cui si fa riferimento ai Da Correggio, il Casato che signoreggiò ininterrottamente su questo territorio per quasi sette secoli. I suoi interessi, specialmente nei secoli XIII e XIV, non rimasero circoscritti al Correggese. I suoi esponenti puntarono invece ad acquisire una posizione di primo piano nel Reggiano e nel Parmense, dando vita ad una politica aggressiva nei confronti dei feudi vicini.

### Contea di Correggio
Nel 1452, quando ormai i suoi Signori avevano dovuto rassegnarsi a ripiegare nei territori aviti ed erano quindi interessati in primo luogo a rafforzarsi giuridicamente e diplomaticamente in essi, l'imperatore Federico III riconobbe ai da Correggio il titolo di Conti, delimitò inoltre le terre e i confini del Comitato sottoponendolo direttamente all'Impero. Cominciò allora il periodo, durato circa un secolo, di maggiore fortuna della città e dei suoi Signori. Il polo di attrazione della vita politica e sociale della Contea era rappresentato dalla Corte, che fu sede di attività diplomatica e culturale di tutto rilievo. Vi furono ospiti Ludovico il Moro, l'Ariosto, il Bembo, il Molza, Bernardo Tasso, e molti altri fra i più importanti artisti e signori dell'epoca. Gli stessi esponenti locali della politica e della cultura furono di altissimo livello: Nicolò il Postumo, Veronica Gambara, Rinaldo Corso, Claudio Merulo e, sopra tutti, Antonio Allegri.

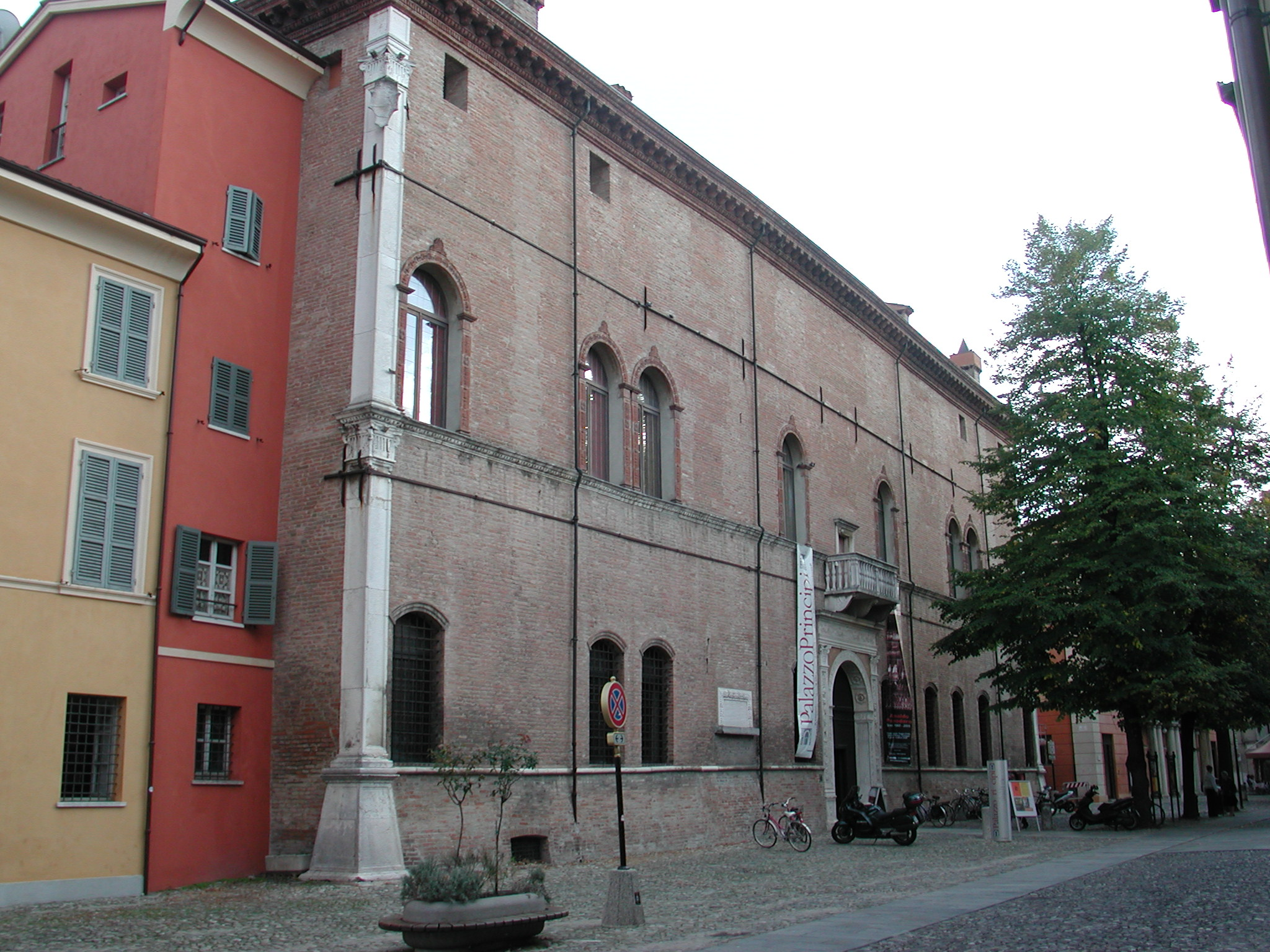
Il Palazzo dei Principi

Nell'aspra contesa tra Francesco I e Carlo V i Da Correggio scelsero infine di schierarsi con l'imperatore, che ben due volte, nel 1530 e nel 1532, fece visita alla città e ai suoi Signori.
Nel 1557-58 Correggio subì un lungo assedio da parte delle truppe della Lega Santa che ne distrussero i sobborghi senza però riuscire a prenderla. In premio per questa fedeltà l'imperatore Ferdinando I nel 1559 elevò Correggio al rango di "Città" con privilegio di battere moneta e di mantenere un Catalogo della nobiltà cittadina.

### Principato di Correggio
Nel 1616, grazie al pagamento di una notevole cifra, Correggio fu eretta a Principato.
Il clima politico ed economico, però, non era più favorevole ai piccoli Stati, destinati ad essere assorbiti dalle Signorie più potenti. Tale fu l'esito anche a Correggio, favorito dalla mediocrità e dai guai finanziari e giuridici del Principe Siro, che venne accusato di adulterazione e falsificazione di moneta. Nel 1635 il Ducato di Modena, che da tempo aspirava a questo risultato, riuscì ad impossessarsi del Principato. Da allora Correggio ha seguito le sorti del Ducato estense, riuscendo tuttavia, soprattutto nei primi tempi, a conservare una relativa autonomia amministrativa e culturale.
Nel corso del Settecento i suoi esponenti riuscirono a dar vita a importanti istituzioni culturali e scolastiche e a promuovere una significativa ripresa edilizia in città. Questo fervore edilizio proseguì anche nell'Ottocento, ma non fu accompagnato da un corrispondente dinamismo né sul piano socioeconomico, né su quello culturale, né tanto meno su quello politico. La città e la sua classe dominante costituita da proprietari terrieri di ceto nobile o aspiranti a diventarlo, furono fedeli al Ducato Estense e rimasero sostanzialmente impermeabili sia all'ammodernamento economico e culturale sia agl'impulsi politici risorgimentali.
Nel 1860, con l'annessione plebiscitaria dell'Emilia, anche Correggio entrò a far parte del Regno d'Italia. Le redini politiche rimasero saldamente in mano al blocco liberale-moderato.

## Signori di Correggio
I da Correggio sono una famiglia feudale italiana che ha esercitato la propria signoria sulle città di Parma e di Correggio, così come su altri feudi minori, governando vari comuni in qualità di podestà o capitani del popolo.